# Doupě
Doupě (en allemand : Doupie) est une commune du district de Jihlava, dans la région de Vysočina, en République tchèque. Sa population s'élevait à 104 habitants en 2024.

## Géographie
Doupě se trouve à 7 km au sud-ouest de Třešť, à 22 km au sud-ouest de Jihlava et à 118 km au sud-est de Prague.
La commune est limitée par Růžená au nord, par Třeštice à l'est, par Telč et Vanůvek au sud, et par Řídelov à l'ouest.

## Histoire
La première mention écrite de la localité date de 1580.

## Transports
Par la route, Doupě se trouve à 9 km de Třešť, à 26 km de Jihlava et à 148 km de Prague.